# Sajóbábony
Sajóbábony este un oraș în districtul Miskolc, județul Borsod-Abaúj-Zemplén, Ungaria, având o populație de 2.919 locuitori (2011). 

## Demografie
Componența etnică a orașului Sajóbábony
     Maghiari (88,51%)
     Romi (8,23%)
     Slovaci (2,74%)
     Necunoscut (0,33%)
     Români (0,18%)
     Alții (0,33%)
Componența confesională a orașului Sajóbábony
     Romano-catolici (27,03%)
     Reformați (20,86%)
     Fără religie (15,86%)
     Greco-catolici (3,56%)
     Necunoscută (31,93%)
     Alte religii (0,96%)
Conform recensământului din 2011, orașul Sajóbábony avea 2.919 locuitori. Din punct de vedere etnic, majoritatea locuitorilor (88,51%) erau maghiari, existând și minorități de romi (8,23%) și slovaci (2,74%). Apartenența etnică nu este cunoscută în cazul a 0,33% din locuitori. Nu există o religie majoritară, locuitorii fiind romano-catolici (27,03%), reformați (20,86%), persoane fără religie (15,86%) și greco-catolici (3,56%). Pentru 31,93% din locuitori nu este cunoscută apartenența confesională.